# Sandro Sciotti
 (Cesena, 28 maggio 1962 – Santa Maria delle Mole, 13 giugno 2002) è stato un militare italiano, Vicebrigadiere dell'Arma dei Carabinieri, insignito di medaglia d'oro al valor militare alla memoria.

## Biografia
Sandro Sciotti era nato a Cesena (FC) il 28 maggio 1962 e, non ancora maggiorenne, nell'agosto del 1979 si arruolò nell'Arma e frequentò il prescritto Corso di istruzione presso la Scuola Allievi di Roma.
Promosso Carabiniere il 22 gennaio 1985 e destinato alla Legione Roma, operò inizialmente nel Nucleo Carabinieri Camera dei De-putati, poi nel Nucleo Scorte, sempre nella Capitale.
Nel dicembre 1987, dopo aver superato uno specifico corso, intraprese servizio nell’allora Comando Tutela Patrimonio Artistico.
Fino al marzo 1999, quando fu trasferito alla Stazione di Castelgandolfo - Ville Pontificie. Il 20 ottobre 1990 si era intanto sposato con la Signora Claudia Sebastianelli e dal matrimonio erano nati Dario e Diana, 10 e 5 anni alla morte del padre. Promosso Appuntato nell'agosto 1989 e Vice Brigadiere nel settembre 1995, nel marzo 2000 raggiungeva la sua ultima sede di servizio, Santa Maria delle Mole.
Il 13 giugno del 2002 interviene per sventare una rapina in corso all'interno della filiale Banca Popolare del Lazio di Santa Maria della Mole. Il sovraintendente sopraggiunto sul posto si lanciava subito su un complice dei rapinatori, che svolgeva la funzione di "palo" all'esterno della filiale. Il Vice Brigadiere Scioti riusciva bloccare a terra il malvivente ma, mentre stava per ammanettarlo, uscivano dalla banca i due rapinatori che senza scrupolo aprivano il fuoco contro coraggioso militare, colpendolo al torace e anche ad una mano e a un piede. Nonostante ferito in maniera grave, il Sovrintendente riusciva ad esplodere un colpo con la sua pistola, prima di accasciarsi esanime al suolo. I rapinatori, infine si allontanavano a bordo di un'autovettura e di un motociclo, abbandonando la refurtiva. Il militare venne prontamente trasportato in ospedale ad Albano laziale, dove arrivò purtroppo senza vita. Le indagini, avviate sulla base delle poche testimonianze e degli esami del DNA su gocce di sangue rinvenute sul pavimento della Banca (uno dei rapinatori era rimasto ferito durante lo sfondamento della vetrata), su un casco da motociclista abbandonato dai fuggitivi e su una maglietta rinvenuta vicino al motorino utilizzato per la fuga, consentirono di identificare quali autori dell'omicidio e della rapina due fratelli di Guidonia (RM), nel frattempo rifugiatisi in Spagna. Il 31 luglio 2002 i Carabinieri riuscivano a catturare il primo, successivamente venne individuato anche il secondo.

## Onorificenze
Al Vice Brigadiere è intitolata un'aula multimediale dell'attuale Comando Tutela Patrimonio Culturale.
Al suo nome è intitolata la caserma sede della Stazione di Santa Maria delle Mole situata a Marino (Roma).